# Saha Airlines
Saha Airlines (Perzisch: هواپیمایی ساها) is een Iraanse luchtvaartmaatschappij met haar thuisbasis in Teheran.

## Geschiedenis
Saha Airlines is opgericht in 1990.

## Vloot
De vloot van Saha Airlines bestaat uit:(december 2017)
| Vliegtuig       | In gebruik | Opmerkingen |
| --------------- | ---------- | ----------- |
| Boeing 737-300  | 2          |             |
| Boeing 747-200F | 3          |             |
| Total           | 5          |             |